# Podsieć
Podsieć – pojęcie z dziedziny adresacji sieci komputerowych, dotyczące urządzeń komunikujących się przy pomocy protokołu IP. Urządzenia znajdujące się w jednej (wspólnej) podsieci charakteryzują się jednakowym początkowym fragmentem binarnego zapisu adresu IP, którego długość wyznacza wartość maski podsieci.

## Maska podsieci
Maska podsieci (maska sieciowa, netmaska) to liczba całkowita, jednakowa dla wszystkich hostów w danej podsieci.
Długość maski (długość jej zapisu binarnego) jest specyficzna dla konkretnej wersji protokołu IP – jest taka sama jak długość adresu. W przypadku IPv4 wynosi 32 bity.
Stosowanie systemu binarnego do określenia maski jest nieporęczne, przykładowo:
```
11111111111111111111111100000000 (32 bity)
```

prościej jest zapisać dzieląc liczbę na cztery oktety
```
11111111.11111111.11111111.00000000
```

i zapisując poszczególne oktety w systemie dziesiętnym
```
255.255.255.0
```

Ze względu na założenia protokołu IP, maski są „ciągłe”, to znaczy, że w reprezentacji binarnej składają się zawsze wyłącznie z bloku jedynek i bloku zer.

### Notacje
W zależności od implementacji, występują różne notacje w których podawana jest maska podsieci:
- pełna – określa wartość maski zapisując ją bezpośrednio (np. 255.255.255.0, 255.255.255.128, 255.255.255.192, itd)
- skrócona – określa, ile pierwszych bitów zapisu binarnego maski ma wartość 1. Pozostałe bity są wyzerowane (np. /24, /25, /26)
- zanegowana (dopasowania, blankietowa) – jak notacja pełna, zera i jedynki w notacji binarnej są zamienione (np. 0.0.0.255, 0.0.0.127, 0.0.0.63)

Na podstawie długości części „zerowej” mówi się o podsieciach n-bitowych, np. 8-bitowych dla maski /24, 4-bitowych dla maski /28, itp.
W wersji IPv6 na ogół stosuje się zapis skrócony, np.
- 3ffe:8010:50::/64

## Podział na podsieci
Jeżeli dwa urządzenia mają ustawione identyczne wartości maski podsieci, oraz początkowe fragmenty ich adresów IP o długości wyznaczonej przez długość maski są zgodne, wówczas te urządzenia są zaadresowane w tej samej podsieci.

### Przykładowe podsieci
do tych samych podsieci należą pary adresów takie jak np.:
- 10.0.0.1 i 10.0.0.21 z maską 255.255.255.0 (czyli /24)
- 10.0.1.10 i 10.0.0.5 z maską 255.255.0.0 (czyli /16)
- 192.168.0.1 i 192.168.0.11 z maską 255.255.255.240 (czyli /28)

ale już nie następujące:
- 10.0.1.10 i 10.0.0.5 z maską 255.255.255.0 (czyli /24)
- 192.168.0.1 i 192.168.1.1 z maską 255.255.255.248 (czyli /29)

- 192.168.0.1 i 192.168.0.17 z maską 255.255.255.240 (czyli /28)

(mają inne adresy podsieci wyznaczone przez maskę w zapisie binarnym; w ostatnim przykładzie adres podsieci w pierwszym adresie IP to 192.168.0.0, a w drugim 192.168.0.16).

### Komunikacja
Komunikacja między urządzeniami z tej samej podsieci może następować bez pośredników na poziomie warstwy sieciowej modelu OSI, tzn. bez pośrednictwa routerów. Przy adresowaniu nadawanego pakietu w warstwie łącza użyty jest adres fizyczny hosta docelowego.
Aby urządzenia znajdujące się w różnych podsieciach mogły się komunikować, musi nastąpić trasowanie. Przy adresowaniu nadawanego pakietu w warstwie łącza używany jest adres routera. Router przekazuje dane do odpowiedniej podsieci w procesie trasowania (w najprostszym przypadku router posiada dwa interfejsy, pierwszy z adresem sieci źródłowej, drugi – docelowej).

### Klasy
We wczesnym okresie funkcjonowania IP stosowano podział na klasy podsieci, w zależności od ich długości.
Wyróżniano klasy:
- A – maska /8
- B – /16
- C – /24

W związku z gwałtownym rozwojem Internetu poczynając od lat 90. XX w., taki podział okazał się być niepraktyczny, zatem zaczęto używać masek o długościach innych niż trzy początkowo wyznaczone. Takie podejście określane jest mianem trasowania bezklasowego (ang. Classless Routing, Classless Inter-Domain Routing, CIDR). Dzięki trasowaniu bezklasowemu umożliwiono agregację tras (supernetworking / agregację prefixów).